# Lembaga Penerbangan dan Antariksa Nasional

Lembaga Penerbangan dan Antariksa Nasional (LAPAN) är sedan 1964 den indonesiska myndigheten för rymdfart.